# أنتونين نوفوتني
أنتونين نوفوتني Antonín Novotný (1904 – 1975) كان أمين عام الحزب الشيوعي في تشيكوسلوفاكيا بين عامي 1953 و1968. كما كان رئيسا لتشيكوسلوفاكيا من عام 1957 إلى 1968.

## روابط خارجية
- أنتونين نوفوتني على موقع IMDb (الإنجليزية)
- أنتونين نوفوتني على موقع الموسوعة البريطانية (الإنجليزية)
- أنتونين نوفوتني على موقع مونزينجر (الألمانية)
- أنتونين نوفوتني على موقع قاعدة بيانات الفيلم (الإنجليزية)